# Желєзна Брезніца
Желєзна Брезніца (словац. Železná Breznica, угор. Vaségető) — село, громада в окрузі Зволен, центральна Словаччина. Кадастрова площа громади — 19,08 км². Населення — 543 особи (за оцінкою на 31 грудня 2017 р.).
Перша згадка 1424 року.

## Географія
Протікає Брезницький потік

## Населення
| Рік:            | 1994. | 2004.   | 2014.   | 2024. |
| --------------- | ----- | ------- | ------- | ----- |
| Кількість осіб: | 523   | 501     | 543     | 543   |
| Різниця:        |       | -4,20 % | +8,38 % | +0 %  |

| Рік:            | 2023. | 2024.   |
| --------------- | ----- | ------- |
| Кількість осіб: | 533   | 543     |
| Різниця:        |       | +1,87 % |